# Banin
Esteban Fraile Maldonado, más conocido como Banin (Martos, 7 de abril de 1973), es un músico español responsable del grupo Los Pilotos.
Además de formar parte de Los Invisibles, Banin es especialmente conocido como teclista y guitarrista del grupo granadino Los Planetas entre 1998, coincidiendo con la publicación del tercer disco del grupo Una semana en el motor de un autobús, y 2023.
Banin se incorpora como teclista del grupo Carolina Durante en su gira de 2025.

## Biografía

### Primeros años y Ciao Firenze
Antes de entrar en Los Planetas lideraba el grupo Ciao Firenze —grupo de garage psicodélico que llegó a grabar tres maquetas y a clasificarse para el concurso Villa de Bilbao— y, en paralelo, ha grabado canciones como «Aubrey», canciones que no han llegado a ser editadas.

### Los Planetas
Banin fue miembro del conjunto granadino Los Planetas desde 1998, colaborando en la grabación del tercer disco del grupo Una semana en el motor de un autobús, hasta 2023, año en el que deja la banda. 

### Los Invisibles
Los Invisibles es también un grupo de rock granadino cuyo nombre está inspirado en el cómic estadounidense Los Invisibles, creado por Grant Morrison para Vertigo Comics / DC Comics (Planeta DeAgostini en España). El 14 de abril de 2010 Banin declaraba, al responder sobre el estado del grupo, que «lo que hay lo grabamos en un día y la cosa se quedó ahí. Tengo más canciones terminadas y algún día me gustaría sacar algo, pero tampoco dispongo de todo el tiempo que me gustaría para dedicarle y hacerlo bien».

### Los Pilotos

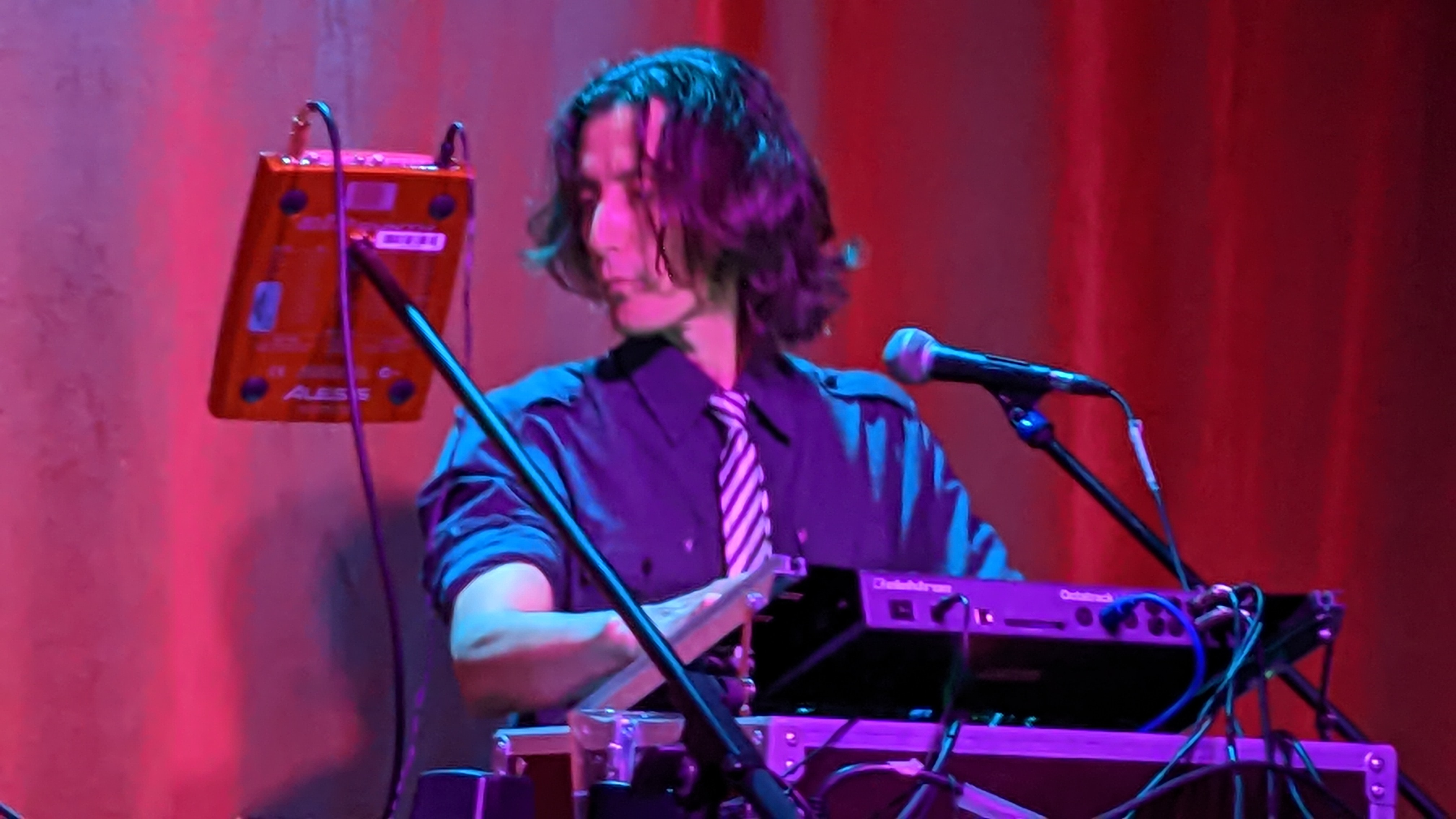
Banin Fraile actuando con Los Pilotos en La Coruña (2022).

Los Pilotos de fundaron en 2010 por Florent Muñoz y Banin, grupo de música electrónica en el que «Florent trabaja más con el ordenador y Banin más con hardware». En la actualidad es un proyecto en solitario de Banin.
Han publicado tres álbumes, Los Pilotos (El Volcán Música, 2011), El regreso de Logan (I*M, 2014) y Alianza atlántica (Vigilad los cielos, 2021).

### Fuerza nueva
El 3 de enero de 2019 se estrena el videoclip de Los campanilleros, primera canción editada de Fuerza nueva, proyecto colaborativo entre Los Planetas y Niño de Elche. El 12 de octubre de 2019 publican su álbum de debut Fuerza nueva.

### Otros proyectos
Junto a Yon Gutiérrez «Koaxial», formó el dúo de música experimental Movimiento Sónico de Liberación.
Con Miguel Martín formaron el proyecto, también de electrónica experimental, Aristocracia Técnica.
Participó, junto a Juan Codorniu, Antonio M.G. Cruz, Monago Tornado y Ángel Doblas, en el grupo de versiones los Berrinches.
Banin se incorpora como teclista del grupo Carolina Durante en su gira de 2025.

## Colaboraciones con otros artistas
Ha colaborado en los siguientes discos:
- Los Enemigos - Obras escocidas (Virgin Records España, S.A., 2001): Los Planetas grabaron en directo la canción Sin hueso (J (voz y guitarra), Florent (guitarra), Banin (moog), Eric (batería) y Fino Oyonarte, bajista de Los Enemigos (bajo)).
- Universal Circus - Shinning lights series (Mushroom Pillow, 2003) (guitarra en la canción He too is a robot).
- Clovis - Time we spent together (Limbo Starr, 2003) (mantra en Leaving you (again)).
- Lori Meyers - Viaje de estudios (Houston Party Records, 2004) (técnico de sonido).
- Clovis - Respira (Sinnamon Records, 2005) (entre los distintos artistas que colaboraron en el disco estaban Florent, Banin y Eric).
- Matilda - Salto mortal (Matilda Records, 2006), productor junto a José Antonio Sánchez.[6]
- Tarik y la Fábrica de Colores - El hueso y la carne (Mushroom Pillow, 2007) (Hammond).
- Half Foot Outside - Heavenly (Limbo Star, 2008).
- Fanny + Alexander - Alfaias (A Regueifa Plataforma, 2009) (Hammond en Tardes de domingo).
- Mercromina - Bingo (Subterfuge Records, 2010) (sampler en Ninguna Parte IV.
- Reina Republicana - Reina Republicana / Las Robertas (single compartido, Gran Derby, 2011), Banin y Hans Krüger graban en el Refugio Antiaéreo (Granada) la canción La reina de Reina Republicana.
- Reina Republicana - Clonidina (single, Federación de Universos Pop, 2011), grabado por Banin y Hans Krüger.
- Reina Republicana - Reina Republicana (Limbo Starr, 2011), teclados y sintetizadores.
- Computadora - remezcla del tema Nebulosa horsehead, su versión original se incluye en Megalópolis ep (Nueva Monarquía, 2012).
- Aurora - Géminis LP (Pias Spain, 2013). Producción artística, teclados y sintetizadores, remix del tema Luminarias.
- JJ Machuca - Viaje Al Espacio, Vol. 1 (Praesepe Records, 2014), teclado en Procyon.[7]
- Soleá Morente -  Tendrá que haber un camino (El Volcán Música, 2015) (teclados en La ciudad de los gitanos).[8]
- Reina Republicana - El despertar (Limbo Starr, 2015), teclados y guitarra en Moyokan y Catedral de cristal, teclados en Baja la voz y Respirar.[9]
- Royal Mail - remezcla del tema Majesty (versión original incluida en el álbum Royal Game (Sello Salvaje, 2014).[10]
- Éter - Ondas de calor (Ondas del Espacio Exterior / El Ejército Rojo, 2016), producción y sintetizador modular.[11]
- León Benavante - 2 (Marxophone / Warner, 2016), teclados en Nuevas tierras.[12]
- Arista Fiera - Simetría Par (autoeditado, 2017), colaboración en Jardín (1ª parte).
- Colectivo DA SILVA - Vacaciones (Subterfuge Records, 2019), productor.[13]
- Nudozurdo -  No te puedes rendir EP (Sonido Muchacho, 2024),  arreglos en Cura de humildad .